# Агул (историческая область)
Агул — историческая и географическая область расселения агулов в Южном Дагестане. Агул граничит только с территориями коренных дагестанских народов: на севере и северо-востоке с даргинцами,на востоке с табасаранами, на юге с лезгинами, на юго-западе-с рутульцами, а на северо-западе почти вплотную подходит к лакской территории

## Географическое положение
Регион представляет собой замкнутую, отлично защищенную со всех сторон высокими горными хребтами геоморфологическую зону. С востока и севера естественной границей региона служит хребет Джуфудаг(вершины Джуфу-Даг — 3011 м, Фити-Даг — 2827 м), отделяющий современный Агул от Табасарана и бассейна Уллучая. С запада границей служит мощный массив Самурского хребта (вершины Алахун-Даг 3849 м, Кура-даг 3831 м, Уна-Даг — 3697 м). С юга бассейн Чирагчая завершается хребтом Чимидаг и северо-восточными отрогами Колох-дага.
Вот как описывал Агул в середине 20 века местный дагестанский журналист Трунов:

 "Страна агулов находится в глубине южно-дагестанских гор. Она сурова и угрюма. Горы и скалы раздеты, почти непригодны для земледелия ... Ущелья труднодоступны. От аула к аулу в старое время можно было пройти только вьючными тропами. Да и эти тропы или размывались ливнями, или сносились оползнями и снежными обвалами. В суровые зимы страна агулов отрезалась, изолировалась от соседних районов. Невозможно было попасть из одного аула в другой. Так веками агулы и жили в каменном кольце. Крепко гнездилась в этом кольце патриархальная старина"

Через территорию Агула — издавна проходила важнейшая торгово-коммуникационная магистраль именуемая «Великий путь народов через горы Дагестана», связывающая центральную часть горного Дагестана с его южными районами, а через них с Закавказьем. Благодаря этому, населенные пункты агулов являлись важными узлами, где скрещивалось множество коммуникаций. Так же наиболее важен был древнейший торгово-стратегический путь Дербент — Касумкент — Рича — Кумух и далее на север Дагестана. Население Дагестана прекрасно знало этот путь и понимало его стратегическое значение. В общей системе обороны северных границ Сасанидской державы от вторжений кочевых племен южный Дагестан с его знаменитым Дербентским проходом и относительно удобными горными перевалами, занимал важное стратегическое положение…
Дербентский проход имел сильный гарнизон и мощные укрепления, однако иногда кочевникам удавалось каким-то образом проникать в страны Закавказья и Персию и грабить их. Видимо, кочевники, а впоследствии и хазары, знали о существовании перевала через Кокма-даг и дорогу Кумух — Рича — Касумкент и, минуя Дербент, проникали в страны Закавказья … По этому пути проходили разные племена, о чем свидетельствует наличие по обеим сторонам перевала Кокма-даг мощных оборонительных сооружений, призванных контролировать этот важнейший путь.
Население Агула исторически обитало в четырех труднодоступных ущельях Агул-дере, Кошан-дере, Керен-дере и Хпюк-дере.
Калоев Б. А. пишет:

« Агул-дере, — живописное место, окруженное высокими горами, склоны которых представляют собой обширные альпийские луга, благоприятствующие занятию скотоводство, в частности, овцеводством. Долина отличается сравнительно мягким климатом и удобна для земледелия. Агул-дере находится между двумя другими ущельями, называющимися Большое и Малое Магу-дере. Большое Магу-дере находится к югу от Агул-дере. В прошлом связь агулов с лезгинами, живущими в предгорье в частности с Касумкентом и Дербентом, осуществлялась именно через Большое Магу-дере по узкой тропе, тянущейся на протяжении около 35 км по краю горных склонов. Наиболее высокая часть Большого Магу-дере, чрезвычайно пересеченная, перерезанная узкими ущельями, с крайне крутыми, обрывистыми склонами и страшными пропастями, над которыми шла тропа, была почти неприступной. Грунт осыпался под ногами лошади, и копыта её скользили по крутому спуску почти отвесного ската пропасти. Иногда на довольно большом протяжении дорога эта представляла собой крутую тропинку шириною копыто лошади. Дорога становилась еще более опасной при дождливой, ветреной погоде, при туманах и во время гололедицы. Зимой верхняя часть Большого Магу-дере становилась совсем непроходимой из-за снегов. В наиболее узких местах дороги, там где невозможно разъехаться, всадники предупреждали друг друга окриками. При встрече снимали груз с худшего коня и сбрасывали его в пропасть, чтобы один из всадников мог проехать. В таких случаях путешественнику, потерявшему коня, возмещалась половина его стоимости.»

## Общественно-политическое устройство
Агъулдере состоял из таких сельских обществ, как:
- Тпигское (Тпиг);
- Гоанское (Гоа, Дулдуг, Дуруштул);
- Хутхульское (Хутхул, Миси);
- Буркиханское (Буркихан)

Буркиханское общество во второй половине XVIII века было включено в состав Казикумухского ханства.
В каждом сельском обществе в союзе избирался один старшина, который руководил в селе. Это было продиктовано малочисленностью хозяйств в агульских селениях.